# Vuodekjaure
Vuodekjaure är en sjö i Arjeplogs kommun i Lappland och ingår i Skellefteälvens huvudavrinningsområde. Sjön har en area på 1,14 kvadratkilometer och ligger 575,1 meter över havet. Sjön avvattnas av vattendraget Veddekbäcken.

## Delavrinningsområde
Vuodekjaure ingår i det delavrinningsområde (732016-156929) som SMHI kallar för Utloppet av Vuodekjaure. Medelhöjden är 613 meter över havet och ytan är 9,87 kvadratkilometer. Det finns inga avrinningsområden uppströms utan avrinningsområdet är högsta punkten. Veddekbäcken som avvattnar avrinningsområdet har biflödesordning 2, vilket innebär att vattnet flödar genom totalt 2 vattendrag innan det når havet efter 289 kilometer. Avrinningsområdet består mestadels av skog (62 procent) och sankmarker (26 procent). Avrinningsområdet har 1,15 kvadratkilometer vattenytor vilket ger det en sjöprocent på 11,6 procent.